# Se..kara
Se..kara (fl. XVII secolo a.C.) è stato un sovrano egizio, inserito nella XIII dinastia, si conosce solo tale parte del suo nome.

## Biografia
Sovrano il cui nome compare, incompleto, solamente nel Canone Reale.
Come tutti gli altri sovrani dell'ultima parte della XIII dinastia regnò solamente su una parte, forse un solo distretto, dell'Alto Egitto, mentre il resto dell'Egitto era sotto il controllo dei sovrani hyksos di origine semita.

## Liste Reali
| N5 | HASH | D28 | G7 |

| N5 | HASH | D28 | G7 |

| N5 | HASH | D28 | G7 |

| N5 | HASH | D28 | G7 |

| N5 | HASH | D28 | G7 |

| N5 | HASH | D28 | G7 |

| N5 | HASH | D28 | G7 |

| N5 | HASH | D28 | G7 |

## Cronologia
| Periodo                    | Dinastia | periodo di regno                         |
| Secondo periodo intermedio | XIII     | tra il 1660 a.C. - 1630 a.C. (± 50 anni) |

| predecessore: Hor III | Signore del Basso e dell'Alto Egitto | successore: Sawahenra |

| Dinastie contemporanee | Capitale |
| XIV                    | varie    |
| XV                     | Avaris   |
| XVI                    | varie    |